# الحب كده (فلم 1961)
الحب كده هو فيلم مصري عُرض عام 1961، بطولة صلاح ذو الفقار وصباح، ومن تأليف بديع خيري ومحمد أبو يوسف ومن إخراج محمود ذو الفقار.

## قصة الفيلم
نادية فتاة مطلقة، تحب الشاب الجذاب حازم الذي يطاردها بسبب ثروتها، يلتقيان خلسة وتزعم لأسرتها أنها تقابل ابن عمها حمدي الذي يدير ورشة لإصلاح السيارات. من وقت لآخر تمر لدى حمدي الذي يحبها دون أن تشعر به. في نفس الوقت فإن صديقه عزت يحب صديقة حازم. تذهب نادية إلى منزل حازم لزيارة أمه، يراقبها حمدي ويواجهها فتعتذر عما بدر منها، يقرر والدا نادية تزويج ابنتهما إلى إحسان الشاب الثري الذي لا تحتمله، كما أنها لا تود الفشل في أي زواج قادم، فتتفق مع حمدي على الزواج صوريا لإبعاد إحسان عنها، بعد الزواج يطاردهما إحسان ويمران بمواقف تدفعهما للتقارب وبالنهاية يتحول الزواج الصوري لحقيقي.

## طاقم التمثيل
- صلاح ذو الفقار بدور (حمدي)
- صباح بدور (نادية)
- ليلى طاهر بدور (سلوى)
- عبد المنعم إبراهيم بدور (عزت جاد الله)
- يوسف فخر الدين بدور (حازم)
- ميمي شكيب بدور (والدة نادية)
- عدلي كاسب بدور (رمضان - والد نادية)
- محمد الديب بدور (إحسان)
- بوب عزام بدور (المطرب)
- أزهار شريف
- فاطمة الجمال
- إكرام
- ياسمين
- ميمي جمال بدور (صديقة حازم)
- حسين إسماعيل بدور (الشيخ علي)
- مختار السيد
- عواطف يسري
- جميل عز الدين
- عصام عبده

## فريق العمل
- إخراج: محمود ذو الفقار
- قصة: بديع خيري
- سيناريو وحوار: محمد أبو يوسف
- مدير التصوير: وديد سري
- مونتاج: فكري رستم
- إنتاج: أفلام الاتحاد (عباس حلمي)
- توزيع: الشرق لتوزيع الأفلام

## أغاني الفيلم
- غناء: صباح
- "محتار يا قلبي"، تأليف: فتحي قورة، ألحان: فريد الأطرش
- "إوعى"، تأليف: محمد حلاوة، ألحان: محمد الموجي